# Погребальная камера
Погребальная камера, или погребальная комната — часть погребального сооружения, куда непосредственно помещается гроб, саркофаг, погребальный сосуд с прахом или само тело усопшего. К погребальным камерам по типу можно отнести мегалитические захоронения эпохи энеолита в Европе. 
Чаще всего погребальные камеры встречаются в пирамидах и в скальных погребениях Древнего Египта, где представляют собой специально спроектированную комнату, куда помещался саркофаг с мумией, погребальный инвентарь и другие ритуальные предметы, после чего вход в погребальную камеру и в саму гробницу запечатывался. 
Также погребальные камеры, как правило, сопровождают курганные захоронения, относящиеся к разным культурам. В зависимости от культуры, различаются и виды погребальных камер и особенности самих курганов. К примеру, погребальные камеры Царского и Мелек-Чесменского курганов в Керчи выполнены из каменных блоков и снабжены коридором-дромосом. Довольно часто погребальная камера изолирована и полностью скрыта внутри кургана, может располагаться на разном уровне относительно земли, как под самим курганом, так и непосредственно внутри него. Самым простым вариантом является яма, перекрытая деревянной конструкцией, над которой делается курганная насыпь. Более сложный и также довольно распространенный вариант — бревенчатый сруб, как правило, квадратной или прямоугольной формы, со стенками, сваями-опорами, снабженный деревянным полом или без него.

## Виды погребальных камер
- Вход в неолитическое погребение Анстен
- Погребальная камера фараона Эйе (XIV век до н.э.), гробница KV23 в Долине царей (Египет)
- Курганная гробница Атрея (около 1250 год до н. э.) в разрезе. Микены
- Карло Боссоли, Могила Митридата (1856) в Керчи, Крым
- Курганное захоронение степей в разрезе